# Batuana lobeliarum
Batuana lobeliarum là một loài bướm đêm trong họ Noctuidae.